# Amoria turneri
Amoria turneri is een slakkensoort uit de familie van de Volutidae. De wetenschappelijke naam van de soort is voor het eerst geldig gepubliceerd in 1834 door Gray in Griffith & Pidgeon.